# Konstantyn Krefft
Konstantyn Krefft (ur. 7 marca 1867 w Lubni k. Brus, zm. 11 czerwca 1940 w Konzentrationslager Stutthof) – polski prezbiter katolicki, doktor, Sługa Boży Kościoła katolickiego.

## Życiorys
Był synem Jana i Elżbiety z domu Szczepańskiej. Rozpoczął studia teologiczne w Wyższym Seminarium Duchownym w Pelplinie, a następnie otrzymał tam święcenia kapłańskie 12 września 1893 r. Doktoryzował się na Uniwersytecie we Fryburgu. Został wikarym w Grudziądzu i Gdańsku. Od 1899 do 1901 był administratorem parafii w Bytowie, z kolei później w 1902 r. wyszedł z inicjatywą wybudowania kościoła „Stella Maris”. Będąc proboszczem w parafii Zblewo utworzono nową parafię w Piecach, w której wybudowano w latach 1911–1914 kościół. Był również proboszczem w Subkowach i w parafii Tuchola, w której również wybudował kościół. Zaangażowany był w działalność Akcji Katolickiej, a także Stowarzyszenia Charytatywnego św. Wincentego á Paulo, promował działalność Katolickiego Stowarzyszenia Młodzieży Męskiej i Żeńskiej, Żywego Różańca, Papieskiego Dzieła Rozkrzewiania Wiary, Sodalicji Mariańskiej, Bractwa Matki Boskiej Szkaplerznej i III Zakonu św. Franciszka. Z zaangażowaniem powierzał Bogu swoją działalność ewangelizacyjną i życie.
Po wybuchu II wojny światowej został aresztowany 30 września 1939 r. i osadzony w więzieniu w Kamieniu Krajeńskim. Następnie 15 grudnia 1939 r. przewieziono go do niemieckiego obozu koncentracyjnego KL Stutthof, gdzie zmarł na skutek wycieńczenia 11 czerwca 1940 r.

Jest jednym z 122 Sług Bożych wobec których 17 września 2003 roku rozpoczął się, proces beatyfikacyjny drugiej grupy męczenników z okresu II wojny światowej.

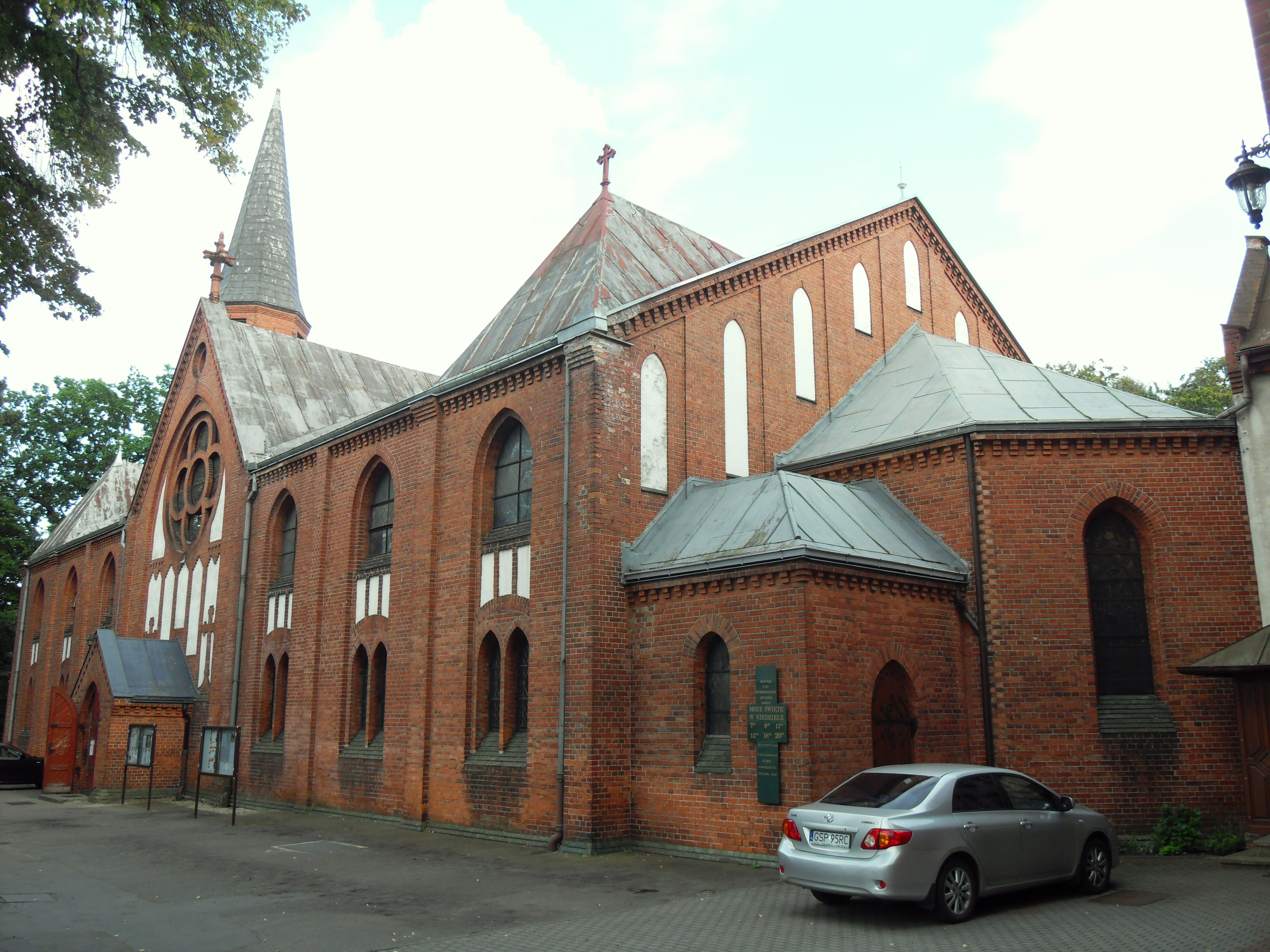
Kościół Stella Maris w Sopocie, 1902
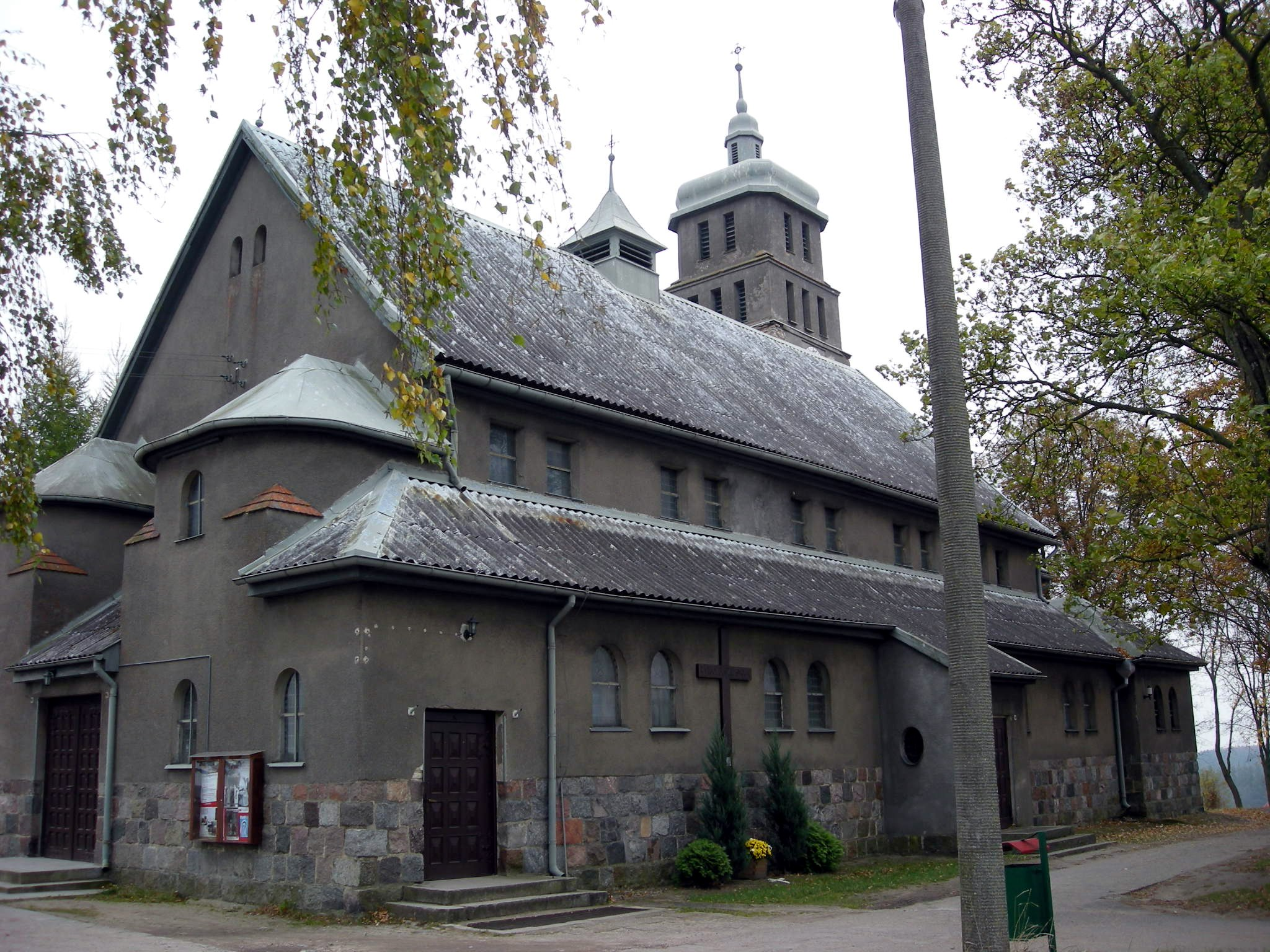
Kościół w Piecach, 1911−1914
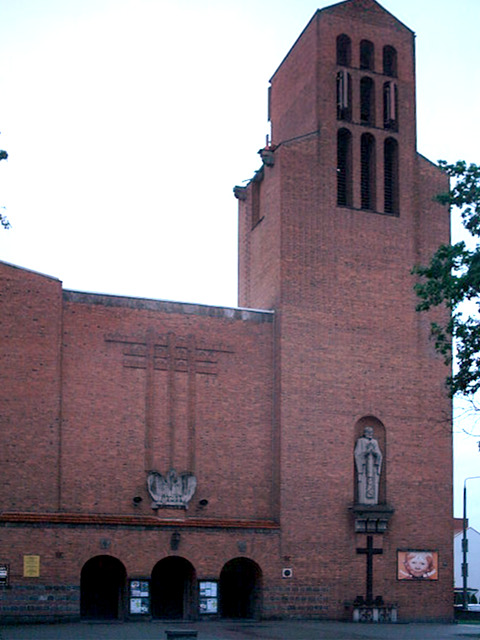
Kościół Bożego Ciała w Tuchola, 1935−1939